# Estnische Badminton-Juniorenmeisterschaft
Estnische Badminton-Juniorenmeisterschaften werden seit 1993 ausgetragen. Die Meisterschaften der Erwachsenen starteten bereits 1965 als Titelkämpfe der Sowjetrepublik. Internationale Titelkämpfe gibt es in Estland dagegen erst seit 2004.

## Juniorentitelträger
| Saison | Herreneinzel      | Dameneinzel        | Herrendoppel                         | Damendoppel                         | Mixed                            |
| ------ | ----------------- | ------------------ | ------------------------------------ | ----------------------------------- | -------------------------------- |
| 1993   | Heiki Sorge       | Kristi Koppel      | Meelis Maiste Argo Hunt              | Kristi Koppel Kairi Saks            | Meelis Maiste Kelli Vilu         |
| 1994   | Meelis Maiste     | Kelli Vilu         | Meelis Maiste Heiki Sorge            | Kelli Vilu Kulle Laidmae            | Meelis Maiste Kulli Iste         |
| 1995   | Erko Karing       | Kelli Vilu         | Erko Karing Mart Ridala              | Kati Kraaving Kairi Saks            | Erko Karing Kelli Vilu           |
| 1996   | Riho Ridala       | Kelli Vilu         | Riho Ridala Peeter Randvali          | Kelli Vilu Kati Kraaving            | Erjo Selliov Kelli Vilu          |
| 1997   | Allan Kokkota     | Kairi Saks         | Martin Nemvalts Erjo Selliov         | Kelli Vilu Kati Kraaving            | Peeter Randvali Eve Jugandi      |
| 1998   | Peeter Randvali   | Piret Hamer        | Andres Aru Sven Kavald               | Eve Jugandi Kati Kraaving           | Peeter Randvali Eve Jugandi      |
| 1999   | Peeter Randvali   | Kati Kraaving      | Martin Nemvalts Marten Teino         | Kati Kraaving Eve Jugandi           | Peeter Randvali Eve Jugandi      |
| 2000   | Andreas Aru       | Ulla Helm          | Tauno Tooming Gert Künka             | Ulla Helm Eve Jugandi               | Andres Aru Kai-Riin Saluste      |
| 2001   | Sven Kavald       | Liina Tolmoff      | Andres Aru Sven Kavald               | Kati Tolmoff Kai-Riin Saluste       | Sven Kavald Liina Tolmoff        |
| 2002   | Toomas Erik       | Kati Tolmoff       | Indrek Jaal Karl Kivinurm            | Johanna Irve Helen Reino            | Toomas Erik Kai-Riin Saluste     |
| 2003   | Vahur Lukin       | Ave Pajo           | Raul Must Ants Mängel                | Mairi Millert Gretel Ainen          | Ave Pajo Kristo Kasela           |
| 2004   | Vahur Lukin       | Sandra Kamilova    | Vahur Lukin Ants Mängel              | Sandra Kamilova Grete Hõim          | Ants Mängel Grete Hõim           |
| 2005   | Ants Mängel       | Sandra Kamilova    | Ants Mängel Rene Reinmann            | Sandra Kamilova Grete Hõim          | Ants Mängel Karoliine Hõim       |
| 2006   | Raul Must         | Sandra Kamilova    | Ants Mängel Mikk Aru                 | Sandra Kamilova Karoliine Hõim      | Ants Mängel Karoliine Hõim       |
| 2007   | Rainer Kaljumäe   | Karoliine Hõim     | Raul Käsner Rainer Kaljumäe          | Laura Vana Karoliine Hõim           | Rainer Kaljumäe Karoliine Hõim   |
| 2008   | Margo Lemming     | Karoliine Hõim     | Kristjan Täherand Toomas Laur        | Laura Vana Karoliine Hõim           | Kristjan Täherand Laura Vana     |
| 2009   | Kristjan Täherand | Laura Vana         | Kristjan Täherand Kristjan Kaljurand | Ketly Freirik Getter Saar           | Kristjan Kaljurand Laura Tomband |
| 2010   | Kristjan Täherand | Getter Saar        | Kristjan Täherand Kristjan Kaljurand | Kertu Margus Gerda Teder            | Kristjan Kaljurand Laura Tomband |
| 2011   | Kristjan Täherand | Getter Saar        | Robert Kasela Kristjan Kaljurand     | Rutt Rannu Getter Saar              | Kristjan Kaljurand Getter Saar   |
| 2012   | Robert Kasela     | Helen Kaarjärv     | Robert Kasela Mikk Järveoja          | Helen Kaarjärv Anette Martin        | Robert Kasela Helina Rüütel      |
| 2013   | Sten Rääbis       | Kristin Kuubav     | Sander Sauk Mihkel Talts             | Helina Rüütel Kristin Kuuba         | Mihkel Laanes Kristin Kuuba      |
| 2014   | Mihkel Laanes     | Kristin Kuuba      | Sander Merits Heiko Zoober           | Helina Rüütel Kristin Kuuba         | Mihkel Laanes Kristin Kuuba      |
| 2015   | Heiko Zoober      | Kristin Kuuba      | Heiko Zoober Mikk Õunmaa             | Kati-Kreet Marran Sale-Liis Teesalu | Heiko Zoober Helina Rüütel       |
| 2016   | Mihkel Laanes     | Kristin Kuuba      | Mihkel Laanes Mikk Õunmaa            | Helina Rüütel Kristin Kuuba         | Matis Kaart Hannaliina Piho      |
| 2017   | Marcus Lõo        | Kati-Kreet Marran  | Marcus Lõo Karl Kert                 | Kati-Kreet Marran Mari Ann Karjus   | Marcus Lõo Kati-Kreet Marran     |
| 2018   | Karl Kert         | Hannaliina Piho    | Marcus Lõo Karl Kert                 | Catlyn Kruus Ramona Üprus           | Marcus Lõo Liisa-Lotta Tannik    |
| 2019   | Karl Kert         | Karina Kapanen     | Artur Ajupov Karl Kert               | Catlyn Kruus Ramona Üprus           | Artur Ajupov Ramona Üprus        |
| 2020   | Tauri Kilk        | Ramona Üprus       | Mario Kirisma Robin Schmalz          | Catlyn Kruus Ramona Üprus           | Oskar Männik Ramona Üprus        |
| 2021   | Tauri Kilk        | Catlyn Kruus       | Mario Kirisma Robin Schmalz          | Catlyn Kruus Ramona Üprus           | Oskar Männik Ramona Üprus        |
| 2022   | Tauri Kilk        | Marelle Salu       | Andrei Schmidt Hugo Themas           | Emili Pärsim Marelle Salu           | Tauri Kilk Elisaveta Berik       |
| 2023   | Andrei Schmidt    | Emilia Shapovalova | Andrei Schmidt Hugo Themas           | Emili Pärsim Elisaveta Berik        | Andrei Schmidt Emili Pärsim      |
| 2024   | Andrei Schmidt    | Marija Paskotši    | Andrei Schmidt Oliver Hani           | Heili Merisalu Emilia Shapovalova   | Rasmus Talts Emilia Shapovalova  |
| 2025   | Marti Joost       | Marija Paskotši    | Marti Joost Rasmus Roogsoo           | Lumikki Liias Marija Paskotši       | Rasmus Roogsoo Lumikki Liias     |